# Miliaria
Miliaria eller varmeknopper er en fællesbetegnelse for sygdomme i svedkirtlerne som viser sig som oftest kløende hududslæt. Miliaria forekommer ved forøget svedudsondring i varmt miljø. Børn er mere udsatte for at blive ramt end voksne, da børns svedkirtler ikke er færdigudviklede.

## Symptomer og varianter
Miliaria viser sig som kløende blærer. Disse kan forekomme samtidigt flere steder på kroppen. Udslættet optræder som regel på kropsdele som udsættes for friktion eller hvor huden af anden årsag forhindres i at afgive sveden, almindeligvis den øvre brystkasse, halsen, under brysterne og i skridtet. Andre områder omfatter hudfolder, områder af kroppen, der gnubber mod tøjet, såsom ryg, brystkasse og bug.
Det er mest udbredt i varmt og fugtigt miljø, men kan også optræde i anden sammenhæng, for eksempel ved langvarigt sengeleje med feber, eller hvis man er alt for varmt og tæt klædt på om vinteren.
Miliaria kan forekomme i flere forskellige varianter, afhængigt af hvilke lag i huden der rammes. Uanset variant skyldes udslættet ansamlinger af sved under huden.

### Miliaria rubra
Miliaria rubra er den almindeligste form, og viser sig som små røde knopper, som ofte klør. I disse tilfælde har sveden samlet sig i dybt i hudens ydre lag (Epidermis).

### Miliaria cristallina
Miliaria cristallina kaldes udslættet, når der grundet tilstopning af overhudens hornlag (stratum corneum) opstår lyse, let vædskende blærer, fordi sveden ikke udskilles. Er blæreindholdet mælkeagtigt kaldes udslættet Miliaria alba.

### Miliaria profunda
Miliaria profunda er den alvorligste variant, den optræder i læderhuden (Dermis), og giver ofte noget større og hudfarvede udslæt.

## Forløb og behandling
Miliaria bryder ud nogle dage efter at patienten er kommet i kontakt med den udløsende faktor. Behandlingen består i at bære til forholdene egnet løs påklædning. Miliaria kræver som regel ikke lægelig behandling. Eventuelt anvendes udtørrende eller kløelindrende creme, eller medicin. Selv om patienten siden holder huden kølig, består udslættet gerne nogle uger.